# Nancy Bertler
Nancy Bertler est une chercheuse allemande qui a initié des recherches majeures sur l'histoire du climat à l'aide de carottes de glace extraites de l'Antarctique. Elle est surtout connue comme pour être en tête du projet "Roosevelt Island Climate Evolution" (RICE). Elle est professeur associé à l'université de Wellington (Victoria University of Wellington), au Centre de recherche sur l'Antarctique (Antarctic Research Center (en)) en Nouvelle-Zélande.

## Jeunesse et éducation
Nancy Bertler est né à Munich, en Allemagne. Elle a reçu son premier diplôme de formation supérieure en géologie et géographie en 1996 à l'université Louis-Maximilien de Munich. Puis, en 1999, elle a obtenu une maîtrise en sciences du Quaternaire de Royal Holloway de l'université de Londres, au Royaume-Uni. Nancy Bertler a ensuite déménagé en Nouvelle-Zélande pour commencer son doctorat en géologie à l'université Victoria de Wellington, encadrée par le Professeur Peter Barrett, qui était directeur du Centre de recherche sur l'Antarctique à l'époque. Elle a soutenu sa thèse avec succès en 2004 obtenant ainsi son doctorat.

## Carrière et impact
Nancy Bertler fait la recherche sur l'histoire du climat à l'aide de carottes de glace. Pendant son doctorat, elle a établi des collaborations avec des partenaires internationaux en Allemagne et aux États-Unis. De plus, elle a piloté les premières recherches néo-zélandaises utilisant les carottes de glace, dans la mer de Ross. En tant que chercheuse post-doctorale conseillée par ses encadrants, Peter Barrett, Tim Naish et Alex Malahoff, elle a créé les infrastructures nécessaires pour mener et encourager la recherche basée sur le carottage en Nouvelle-Zélande. Cela comprend la mise en place d'un centre national de recherche des carottes de glace au sein du centre de recherche GNS Science, la construction d'un système intermédiaire de carottage avec l'université Victoria de Wellington.
Depuis sa nomination parallèle à l'université Victoria de Wellington et à GNS Science en 2004, elle a dirigé et géré le programme national de recherche des carottes de glaces (National Ice Core Research Programme). Cela a abouti au développement de projets scientifiques internationaux – en particulier la contribution néo-zélandaise au projet "International TransAntarctic Scientific Expedition" (ITASE) et le projet international Roosevelt Island Climate Evolution (RICE) qui est piloté par la Nouvelle-Zélande et dont elle est chef de mission.[réf. nécessaire]
Le projet RICE réunit neuf nations : Nouvelle-Zélande, États-Unis, Danemark, Allemagne, Royaume-Uni, Italie, Australie, Chine, Suède.
Elle a été l'une des pionnières pour interpréter les informations issues des carottes de glace extraites des côtes antarctiques. Ces résultats se sont révélés hautement complémentaires aux résultats des carottages de l'Antarctique profond, de l'intérieur du continent. Elle a produit, comme auteure principale ou co-auteure, 39 publications scientifiques. Elle est également auteure de trois chapitres de livre. De plus, elle s'engage aussi dans la vulgarisation de son sujet de recherche et a contribué à deux chapitres de livre pour la sensibilisation du public au changement climatique. Elle est également présente dans beaucoup de medias.[réf. nécessaire]
Nancy Bertler a mené 13 expéditions scientifiques en Antarctique, totalisant une durée cumultative de 30 mois de travail sur le terrain.[réf. nécessaire]

## Prix et distinctions
Nancy Bertler a reçu la bourse Rutherford Discovery Fellowship en 2011. Elle a figuré dans nombreuses ouvrages de communication des sciences,.